# 西丽大桥
西丽大桥是位于广州市横跨市桥河道上的一座大桥，该桥连接番禺区的市桥街道和桥南街道。
西丽大桥是番禺市区跨越市桥河纵贯南北的城市主干道，路线全长845m，其中大桥长380m，北引道长219m，南引道长246m。桥梁主桥为不对称钢砼混合体系独塔单索面斜拉桥，长150m（跨径组合为30m钢箱梁+80m钢箱梁+40m砼箱梁）、宽24.4m，桥塔高43.88m（从桥面算起），为Ⅱ型截面，全球共设4根斜拉索，呈扇形布置，斜拉索采用冷铸墩头锚平行钢丝束。在施工中，采用了支架法、自拼龙门吊装、水中沉箱施工等。
西丽大桥及引道工程的建成通车，便捷了番禺区南北市区的交通联系，有利了城市资源的开发利用，促进了番禺区的经济发展。